# Impatiens oblongipetala
Impatiens oblongipetala är en balsaminväxtart som beskrevs av K.M.Liu och Y.Y.Cong. Impatiens oblongipetala ingår i släktet balsaminer, och familjen balsaminväxter. Inga underarter finns listade i Catalogue of Life.